# Pitești
Pitești (pronunciación en rumano: /piˈteʃtʲ/) es la ciudad capital del distrito de Argeș de la región histórica de Valaquia, en Rumanía. La ciudad se sitúa junto al Río Argeş. Pitești es un importante centro comercial e industrial, y en sus cercanías se levanta la planta de fabricación de automóviles Dacia del grupo Renault.

## Geografía
Las colinas que rodean la ciudad producen excelentes vinos y țuicas rumanas (un brandy de ciruela), distinto de la "țuica de Pitești".

## Historia
Aunque los restos de asentamientos humanos hallados en esta área datan del periodo Paleolítico, la ciudad no fue mencionada por fuente escrita alguna antes del 20 de mayo de 1386.
Pitești fue una de las sedes temporales de los gobernantes valacos y, gracias a su posición, en el cruce de varias rutas importantes, a la ciudad se la conoció durante largo tiempo como un importante centro comercial.

## Ciudades hermanadas
Piteşti mantiene un hermanamiento de ciudades con:
- Huelva, Andalucía, España.[1]
- Caserta, Campania, Italia.[1]
- Muntinlupa, Cabecera Nacional, Filipinas.[2]
- Springfield, Ohio, Estados Unidos.[1]
- Tynaarlo, Países Bajos.[1]
- Borlänge, Dalecarlia, Svealand, Suecia.[1]
- Bydgoszcz, Cuyavia y Pomerania, Polonia.[3]
- Kragujevac, Šumadija, Serbia Central, Serbia.[1][4]
- Sumqayit, Azerbaiyán.[5]